# Иван Янакиев
Иван Янакиев Иванов е български офицер, генерал-майор.

## Биография
Роден е на 21 март 1932 г. в средецкото село Голямо Буково. В периода 1974 – 1977 е командир на Дванадесети мотострелкови полк в Елхово. След това е заместник-командир по бойната подготовка на Седма мотострелкова дивизия в Ямбол. Бил е командир на Шестнадесета мотострелкова дивизия в Бургас, където получава званието генерал-майор, както и командир на Седма мотострелкова дивизия.